# Michel Forissier
Michel Forissier, né le 12 septembre 1943 à Lyon, est un homme politique français, membre du parti Les Républicains.

## Biographie

### Carrière professionnelle
Michel Forissier commence sa vie professionnelle - à l'âge de 18 ans, sans avoir suivi d'études longues - le 2 octobre 1961, en qualité de régleur dans l’entreprise Paris-Rhône à Lyon. En 1968, il quitte son emploi pour créer, avec son épouse, son entreprise, la Société décinoise des granito (une entreprise de marbrerie de bâtiments et funéraires). L’entreprise participe au Groupement national indépendant Le choix funéraire, qui fédère 600 sociétés.
En 1981, sa société devient la SARL Marbrerie SDG, dont il est le gérant jusqu’en 2005.

### Carrière politique
Il s’engage dès 1977 en politique au niveau local. Élu conseiller municipal de Meyzieu en 1989, il est l’adversaire politique de Jean Poperen.
Michel Forissier est élu maire de Meyzieu en 2001 et conseiller général du canton de Meyzieu en mars 2011, il est élu le 28 septembre 2014 sénateur du Rhône sur la liste UMP conduite par François-Noël Buffet. 
Afin de se mettre en conformité avec la loi limitant le cumul des mandats, il démissionne du Conseil général du Rhône en octobre suivant..
Dans le cadre de la loi sur la réforme du droit du travail de Myriam El Khomri, Michel Forissier est nommé rapporteur de la loi pour la commission des affaires sociales du Sénat. 
Il soutient Nicolas Sarkozy pour la primaire présidentielle des Républicains de 2016.
En juin 2017, en raison de la loi sur le non-cumul de mandats, il démissionne de ses fonctions de maire pour se consacrer à son mandat de sénateur. Au préalable, il adoube Christophe Quiniou pour lui succéder.
Il parraine Laurent Wauquiez pour le congrès des Républicains de 2017, scrutin lors duquel est élu le président du parti.
Il ne se représente pas aux élections sénatoriales de septembre 2020.

### Autres engagements
Michel Forissier s’intéresse de près au dossier de la contamination du Rhône par les PCB et préside la commission locale de l’eau. Il est le premier maire à déposer plainte contre X. Il a fédéré les maires de la vallée du Rhône, en vue de faire condamner les responsables et d’obtenir la vérité sur les causes de pollution du fleuve. Il a également fait réaliser une cartographie de la pollution du Rhône. 
Il défend par ailleurs la cause arménienne et la reconnaissance du génocide.
Il lutte contre les discriminations et appartient à la commission départementale pour l’égalité des chances. Il est aussi membre actif de la LICRA.[réf. nécessaire]